# Ita Kozakiewicz
Ita Maria Kozakiewicz (łot. Ita Marija Kozakeviča; ur. 3 lipca 1955 w Rydze, zm. 28 października 1990 w Gaecie) – polska działaczka społeczna na Łotwie związana z Łotewskim Frontem Ludowym, deputowana do Rady Najwyższej Łotwy, założycielka i pierwsza prezes Związku Polaków na Łotwie (1989-1990).

## Życiorys
Urodziła się w rodzinie Kozakiewiczów (Kazakiewiczów), która po powstaniu 1863 związała swoje losy z Łotwą. Jej ojciec Jerzy był Polakiem, matka Rita zaś Łotyszką. W latach 1962–1974 uczęszczała do francuskojęzycznej szkoły średniej im. Henri Barbisa w Rydze. Naukę kontynuowała w Państwowym Uniwersytecie Łotewskim na Wydziale Romanistyki i Literatury Francuskiej (1974–1981).
Po ukończeniu studiów podjęła pracę w roli korektora w ryskim wydawnictwie "Liesma". Pracowała również jako dziennikarka w piśmie "Twórczość Ludowa". Uzdolniona lingwistycznie, obok języków łotewskiego, rosyjskiego i polskiego, władała również hiszpańskim, niemieckim, białoruskim, ukraińskim i gruzińskim. Zajmowała się pracą tłumacza z polskiego i francuskiego na łotewski.
Już w czasie studiów zaangażowała się w działalność, wówczas jedynie półoficjalną, mniejszości polskiej na Łotwie. W 1989 została prezesem Towarzystwa Społeczno-Kulturalnego Polaków na Łotwie powstałego w listopadzie 1988. Była współzałożycielką jakubowskiego (jēkabpilskiego) oddziału Związku Polaków na Łotwie w 1990, następnie stanęła na czele odnowionego po 50 latach okupacji sowieckiej Związku Polaków na Łotwie. Była jednocześnie współprzewodniczącą Związku Stowarzyszeń Narodowo-Kulturalnych Łotwy, skupiającego mniejszości narodowe zamieszkałe w kraju nad Dźwiną. Związek ten nosi dziś imię Ity Kozakiewicz.
W 1988 związała się z Łotewskim Frontem Ludowym, działającym na rzecz odrodzenia narodowego, autonomii, a następnie niepodległości Łotwy. Bez powodzenia kandydowała w wyborach do Rady Najwyższej Związku Radzieckiego w 1989 w okręgu Jēkabpils, a także w wyborach do łotewskiego samorządu. W wyborach 18 marca 1990 wybrano ją w skład Rady Najwyższej Łotewskiej Socjalistycznej Republiki Radzieckiej jako reprezentantkę okręgu wyborczego nr 129 w Jēkabpils. W parlamencie zajmowała się sprawami mniejszości narodowych, stała na czele Komisji Praw Człowieka i Spraw Narodowych. Zasiadała w Prezydium Rady Najwyższej. W głosowaniu z 4 maja 1990 wraz z pozostałymi deputowanymi LTF opowiedziała się za niepodległością kraju od ZSRR. Została wybrana kobietą roku 1990 na Łotwie.
W 1978 zawarła małżeństwo z Polakiem Stanisławem Ryszardem Lipcem, które szybko uległo rozwiązaniu – do końca życia pozostała wolna. Zginęła tragicznie we Włoszech, w falach Morza Tyrreńskiego w czasie kąpieli, w drodze powrotnej z konferencji pod hasłem "Kraj – Emigracja", na której po raz pierwszy Polacy ze Związku Sowieckiego spotkali się z rodakami z różnych zakątków świata.
Postać otoczona pamięcią i szacunkiem wśród Polaków na Łotwie, jest patronką polskiej szkoły średniej w Rydze. Ceniona również po dziś dzień przez Łotyszy, prezydent Łotwy Vaira Vīķe-Freiberga nazwała ją "symbolem wolności i niezależności Łotwy". Jej postaci poświęcono film dokumentalny pod tytułem "Ita" (autorzy: Nora Ikstena, Harijs Beķeris), a także publikację "Zvaigznei tikai stunda" (pol. Tylko jedna godzina dla gwiazdy) autorstwa Armandsa Melnalksnisa (2004), przetłumaczoną i wydaną w 2007 w języku polskim.
Odznaczona pośmiertnie Krzyżem Komandorskim z Gwiazdą Orderu Zasługi RP (2001). Została pochowana na ryskim cmentarzu św. Michała.
Została patronką polskiej szkoły w Rydze. W grudniu 2022 roku w Jēkabpils odsłonięto jej pomnik. W 2023 roku radny Rygi Mirosław Kodis wystąpił z inicjatywą upamiętnienia Ity Kozakiewicz nazwą ulicy lub skweru. 19 stycznia 2024 nadano jej imieniem nazwę ulicy w Rydze.